# Дядьково (Рязанская область)
Дядьково — село в Рязанском районе Рязанской области России. Является административным центром Дядьковского сельского поселения.

## География
Село Дядьково находится на восточной окраине Рязани у Дядьковского затона по правому берегу Оки.

## История
Деревня Дядьково впервые упоминается в 1628 г.
В 1700 году в Дядьково была открыта Преображенская церковь.
В 1905 году село относилось к Ямской волости Рязанского уезда и имело 113 дворов при численности населения 753 чел.

## Население
| 1859 | 1897 | 1906 | 2010  | 2021  |
| ---- | ---- | ---- | ----- | ----- |
| 462  | ↗649 | ↗753 | ↗1908 | ↗4345 |

## Транспорт и связь
Село имеет регулярное автобусное сообщение с областным центром.
В селе Дядьково имеется одноименное сельское отделение почтовой связи (индекс 390507). Раньше проходила железная дорога. Связано с происшествием, когда с рельс сошёл поезд, из всего вагона выжил только один человек.

## Палеоантропология
Найденная в овраге Бочар у села Дядькова черепная крышка человека, оценивается возрастом 12750 лет назад.

## Охраняемые территории
Вдоль береговой линии Дядьковского затона на отрезке 1,5 км находится памятник природы областного значения «Геологические отложения у с. Дядьково» с глинами, песчаниками и суглинками келловейского яруса средней юрского периода.

## Известные уроженцы
Дядьковский, Иустин Евдокимович (1784—1841) — русский врач-терапевт.